# Rolando (calciatore 1944)
José Rolando Andrade Gonçalves, meglio noto semplicemente come Rolando (Porto, 11 giugno 1944 – 4 marzo 2022), è stato un calciatore portoghese, di ruolo centrocampista.

## Carriera

### Club
Bandiera del Porto, trascorse gli ultimi anni di carriera in squadre di seconda divisione.
Vanta 15 presenze in Coppa UEFA.

### Nazionale
Esordisce l'11 dicembre del 1968 contro la Grecia (4-2).

## Palmarès

### Club

#### Competizioni nazionali
- Coppa di Portogallo: 1

Porto: 1967-1968